# Strike (banda)
Strike é uma banda de rock brasileira formada em 2003 na cidade de Juiz de Fora, em Minas Gerais.
A banda se consolidou rapidamente no cenário musical do rock brasileiro e, dentre outras qualidades, se destacou pela sua sólida formação aliada a um som original e maduro sem perder o espírito jovem de total diversão e entretenimento do punk rock. Lançou seu primeiro álbum em 2007, Desvio de Conduta, que vendeu mais de 100 mil cópias, sendo certificado com disco de ouro.   
Atualmente, a banda é formada pelo vocalista Marcelo Mancini, os guitarristas Rodrigo Maciel e André Maini, o baixista Tiago Hóspede e o baterista Filipe Madrum.   

## História

### Início
A banda foi formada em 2003, no Colégio de Aplicação João XXIII, da cidade de Juiz de Fora, Minas Gerais. Com influências de Blink-182, New Found Glory, The Ataris entre outros, o grupo começou a tocar em alguns pontos da cidade e aos poucos foram atraindo atenção do público. O intuito no começo era apenas divulgar seu estilo fazendo apresentações no circuito local executando antigos e atuais clássicos do rock como The Beatles e The Clash e do pop internacional em versões elétricas usando novos estilos de roupas.
Com execuções diárias na rádio Cidade FM 100,1 e grande enfoque da mídia regional, matérias em jornais e TV, a banda se apresentou em todas as casas noturnas de Juiz de Fora e outras da região, tanto em shows solo, quanto em festas temáticas, a banda formatou um público que comparece sempre em grande número nos shows, sendo um grande diferencial. Com a ajuda da internet para divulgar seu trabalho, as músicas da banda começaram a fazer sucesso em vários locais do país.

### Desvio de Conduta
Em 2007, a banda lançou seu primeiro álbum, Desvio de Conduta, pela gravadora Deckdisc, com destaque para as faixas "Aquela História", "O Jogo Virou", "Caiu na Babilônia", a faixa homônima "Desvio de Conduta", entre outras. O maior sucesso da banda, "Paraíso Proibido", foi o tema de abertura da novela Malhação durante um ano, e os singles "Aquela História", "Paraíso Proibido" e "O Jogo Virou" foram destaques nas principais rádios jovens do país.
Após o lançamento do álbum, a banda faturou o VMB na categoria Aposta MTV, em 2007, e como banda revelação em 2008, e também foi indicado para Hit do Ano, foi a Revelação no Prêmio Multishow 2008, ganhou o 7º Prêmio Jovem Brasileiro como destaque na música brasileira como "Melhor grupo de gênero pop rock". O disco chegou à marca de cem mil discos vendidos, recebendo disco de platina.
Em 2009, as faixas "No Veneno" e "Até o fim" são divulgadas na internet como faixas do próximo CD da banda, que deveria sair no mesmo ano, sendo que a música "No Veneno" teve clipe gravado e a banda foi tema de Malhação mais uma vez. O prêmio no VMB e a inclusão da música em Malhação, segundo Marcelo Mancini, tornaram-se divisores de águas para a banda:
| “ | Começamos a tocar mais em grandes festivais, os shows estão ficando muito cheios, triplicamos o número de apresentações, a banda ganhou mais notoriedade e respeito. | ” |

A partir dai, a banda passou fazer mais de cem shows por todo o Brasil, passando por festivais como o Ceará Music, o Festival de Verão de Salvador, o Pop Rock Brasil (em Belo Horizonte), o Festival da Mix, João Rock em Ribeirão Preto, Festival de Gramado no Rio Grande do Sul, e o Festival Coca-Cola Zero.

### Hiperativo
O álbum Hiperativo, prometido em 2009, foi lançado em março de 2010, com a produção de Rick Bonadio e muito bem recebido pelos fãs. O single "A Tendência", antes mesmo de ser lançado, já havia alcançado mais de 28 mil visualizações no YouTube e o vídeo ficou em primeiro lugar no YouTube em todo o mundo quando foi introduzido. O videoclipe, que alcançou a marca no Brasil nas duas primeiras horas no ar, bateu "Baby", de Justin Bieber, e "Alejandro", de Lady Gaga, ficando por três horas e meia como o vídeo mais visto no site. O sucesso da banda alcançou mais de três milhões de visualizações em julho de 2011.
Em março de 2011, "Até o Fim" é divulgado como novo single da banda, e seu clipe juntamente com o single são lançados no dia 28 de junho, o videoclipe está desde seu lançamento como um dos mais vistos do YouTube e já acumula mais de trezentos mil visualizações.

### Novo álbum
Em 2012, a banda já tinha planos para a gravação de um DVD ao vivo. Porém, novas músicas já estavam surgindo e a banda já estava bem satisfeita com as novas músicas e optou em fazer um álbum inédito. A partir daí, a banda continuou seu processo de composição.
| “ | "Estamos exatamente no meio do processo de composição do álbum novo, seis músicas estão sendo trabalhadas no momento. Deve sair no início de 2012." | ” |

| “ | "O que posso adiantar é que estamos muito satisfeitos com o que fizemos até então. O som parece com os nossos dois discos anteriores, mas ao mesmo tempo soa bem diferente." | ” |

No início de 2012, a banda se prepara para gravação do terceiro disco, mas ainda tem que finalizar todo o trabalho do segundo disco, na questão de músicas de trabalho, e em fevereiro a banda lança seu último single do seu segundo disco Hiperativo, "Dogtown Style" (que seria uma gíria do skate), que é uma das músicas mais aclamadas pelos fãs, com o lançamento do single , a banda lança o clipe da música que estreou no dia 27 de Fevereiro de 2012, tendo nos primeiros dias mais de 30 mil acessos no YouTube. Nesse tempo, a banda já estava no estúdio começando as gravações do terceiro álbum, e com a finalização de todo trabalho em cima do segundo álbum, a banda foca o seu tempo para a gravação do terceiro álbum, que tem o nome de Proliferando a Desobediência, o nome foi revelado pelo vocalista Marcelo Mancini, quando uma fã perguntou se o disco já tinha nome, quando a banda tocava no programa Acesso MTV.
No álbum, a banda resolveu fazer algumas mudanças no som, sem deixar de lado o punk rock e o hardcore punk antes feito, mas colocando influências como Red Hot Chili Peppers, Sublime, que a banda sempre levou como influência, mas isso nunca tinha sido mostrado no som da banda. O álbum foi produzido por Tadeu Patolla, que acompanhou praticamente todos os ensaios da banda, coisas que os próprios integrantes da banda, disseram, que um produtor nunca tinha se envolvido tanto num projeto. No álbum, a banda pesou nas participações, coisa que nos outros, não tinha havido muito, a banda chamou nesse disco, três convidados.

### Nova Aurora
A banda disponibilizou em sua página do Facebook, no dia 15 de abril de 2012, o making of do terceiro álbum, com depoimentos da banda, do produtor Tadeu Patolla e dos convidados, contando o que acharam do andamento do álbum, das gravações, e da evolução e amadurecimento da banda. Em abril, a banda lançou o primeiro single do álbum na rádio Transamérica São Paulo, chamado "Fluxo Perfeito", que foi disponibilizado para download no iTunes em 17 de abril e para download gratuito no dia 30 de abril, com o sucesso do videoclipe lançado em seguida. O álbum foi lançado em 27 de julho de 2012 pela gravadora Som Livre, intitulado Nova Aurora. Foi o último álbum com a formação original do grupo. 

### Turbulências e entrada de Bruno Graveto
Em 2013, a banda fez muitos shows e com o sucesso que o álbum Nova Aurora rendeu, principalmente com o single "Fluxo Perfeito", a banda se viu um pouco indecisa e precisava saber o que preferia para um novo trabalho. A banda não sabia se faria um DVD, que era muito esperado pelos fãs, ou um novo álbum inédito. No meio do ano, a banda segue os shows da tour Nova Aurora e aos poucos o cansaço vai "castigando" a banda. Em novembro, a banda anunciou a saída do baterista Cadu, dando lugar a Bruno Graveto, ex-baterista da banda Charlie Brown Jr..

### Sol de Paz, saída de Fábio Barroso e "trilogia de EPs"
No dia 17 de janeiro de 2014, a banda lança o single "Sol de Paz", onde o vocalista Marcelo Mancini escreveu junto com o guitarrista André Maini para o seu avô, falecido no final de 2013, música que estreava o baterista Bruno Graveto, que logo de estreia conseguiu agradar aos fãs da banda. O primeiro show da banda no ano foi no Hangar 110. Em meio a divergências, o baixista Fábio Barroso saiu da banda para assumir a guitarra da banda de reggae e também de Juiz de Fora, Onze:20. Em maio, a banda posta uma nota de esclarecimento alegando que os baixos ficariam temporáriamente nas mãos do músico paulista Eric Matern, que concluiu shows com a banda até julho. Também em maio, a banda fez uma trip de uma semana para a Califórnia, onde gravaram o clipe da música Sol de Paz, lançado em agosto e dirigido por Daniel Ferro. Em agosto, Léo Pinotti assume o cargo de baixista na banda. Com a entrada de Léo, a banda começa os trabalhos em seu quarto álbum, que seria uma trilogia de EPs, onde o primeiro EP tinha previsão para 2014, mas com as mudanças na banda, as gravações demoraram um pouco mais que o previsto e as participações prometidas para esse EP também somaram na hora de atrasar. O primeiro da trilogia tinha previsão de lançamento para dezembro de 2014, com a produção de Tadeu Patolla e Luiz Leme.

### Cancelamento de EPs eCollab
Em 2015, a banda começa já com algumas mudanças, com um show na virada de ano, na Avenida Paulista a banda anuncia que a trilogia de EPs foi cancelada junto à gravadora Som Livre e o trabalho que a banda promete para 2015, Collab, viria em duas partes. A banda promete vir com tudo para 2015, com um álbum que já tem algumas faixas divulgadas na web, como Sol de Paz e Acende o Isqueiro, música pela qual conta com as participações de Hélio Bentes, vocalista da banda Ponto de Equilíbrio, e do rapper Rael, caiu na boca dos fãs muito bem. Em agosto do mesmo ano, a banda divulga em todas as rádios o single Qualquer Lugar e disponibilizou um vídeo lyric em seu canal no YouTube, com a participação de Alexandre Carlo, vocalista da banda Natiruts. Com o estilo praiano e mais californiano, em 2015, a banda vem com a ideia de mudar a sua sonoridade para melhor e mais adulta, sem perder as origens.

### Primeiro DVD, saída de Léo Pinotti e entrada de Tiago Hóspede
Em 2016, a banda anunciou que faria entraria em hiato após a turnê, e também a gravação de seu primeiro DVD, financiado através de um crowdfunding. A gravação do DVD ocorreu no dia 11 de fevereiro de 2017 no Hangar 110, em São Paulo. Pouco mais tarde, a banda anunciou a entrada do novo baixista Thiago Hóspede. O DVD também está engavetado até hoje.

### Fenix
Em 2018, a banda desistiu de seu hiato, seguindo em frente com novos projetos. Strike lançou o EP Fenix, que gerou os singles Caso Bipolar, com a participação especial de Dinho Ouro Preto, vocalista da banda Capital Inicial, e Rodei o Mundo, com a participação de Gil Brother no videoclipe.

### Saída de Bruno Graveto e entrada de Filipe Madrum
Em 2019, o baterista Bruno Graveto anunciou sua saída da banda, dando lugar a Filipe Madrum.
Após o fim da pandemia do Covid-19, Strike volta a fazer alguns shows, e Mancini começou a fazer shows solos cantando o repertorio da banda. Em 2022, Mancini deu a entender durante uma entrevista que a banda entraria em hiato.
Em 2023, a banda estava programada para se apresentar no festival Replay, mas teve sua participação cancelada no evento devido a pressão do publico, por causa de acusações de assedio e de envolvimento com uma fã menor de idade feitos contra Mancini em 2020.
Em 2025, a banda é anunciada como atração do festival Rock Festival Nova Iguaçu, no Rio de Janeiro, sendo a sua primeira apresentação ao vivo desde 2022. 

## Características musicais

### Estilo musical
A banda praticamente faz um som pop punk com influências de vários estilos, desde de o rap, o modo de cantar do vocalista Marcelo Mancini é inspirado em rappers, e também por causa dos estilos musicais reggae e raggamuffin, pois o vocalista já participou de bandas que misturavam reggae e rap. Todos os integrantes da banda tem em seu gosto musical bem diversificados, mas o punk rock é a essência da banda, e a escolaridade de basicamente todos da banda, e no começo da banda eles faziam versões punk de músicas clássicas do rock. No som da banda, a banda utiliza bastante scratches de DJ, para dar uma diversificada no som da banda, pois geralmente bandas do estilo dela, não utilizam.
A banda tem em seu som as influências fortes de Beastie Boys, Blink 182, Sum 41, Sublime, New Found Glory, Motion City Soundtrack e Asian Dub Foundation. No primeiro disco da banda Desvio de Conduta, praticamente predominou o punk rock, pop punk, hardcore punk, da raiz das influências deles, mas também já tinha música que já não ia para o lado punk-hardcore punk como "O Jogo Virou", que é uma música bem da praia, do skate, um som bem da Califórnia, coisa que a banda sempre gostou.
O vocalista Marcelo Mancini explica o som da banda como: "O Strike faz um "punk hardcore melódico", com pitadas frequentes de raggamuffin, hip hop e drum and bass. Temos o peso do punk rock, a melodia do pop, os scratches do rap e as batidas eletrônicas. Às vezes tudo em uma música só." A banda ainda conta com a ajuda de efeitos do DJ Negro Rico.

### Composições e letras
As composições são basicamente sobre coisas do cotidiano, como amor, sexo e diversão, sobre amor, a banda fala bastante, mas sem nada meloso, pois o Marcelo não gosta, pois tem muitas bandas com esse estilo. O seu jeito falar de amor é bem diferente das "novas bandas" de rock, pois a banda sempre tenta se diferenciar em tudo, também nas letras. A banda fala bastante em "fazer bem feito", em "vem comigo que você não vai me esquecer", você pode ver nas músicas "Até o Fim", "Pecado Predileto", "Aquela História" e "O Teu Olhar", coisas que lembram bastante as bandas dos anos 90.
A banda lembra bastante nas letras, o estilo da banda Charlie Brown Jr., por se tratar, de usar gírias de rua, e sempre tentar passar nas letras, que um mesmo um cara praticamente sem nada, o famoso "vagabundo", pode fazer algo bom para uma garota. Pode se usar esse exemplo nas letras de "Paraíso Proibido" e "Assim Que Vai Ser".

## Integrantes

### Formação atual
- Marcelo Mancini: vocal (2003 - presente)
- André Maini: guitarra (2003 - presente)
- Rodrigo Maciel: guitarra, vocal de apoio (2003 - presente)
- Tiago Hóspede: baixo (2017 - presente)
- Filipe Madrum: bateria (2019 - presente)

### Ex-integrantes
- Cadu Costa: bateria (2003 - 2013)
- Fábio Barroso: baixo (2003 - 2014)
- Léo Pinotti: baixo (2014 - 2017)
- Bruno Graveto: bateria (2013 - 2019)

## Discografia

### Álbuns de estúdio
- (2007) Desvio de Conduta
- (2010) Hiperativo
- (2012) Nova Aurora
- (2015) Collab

## Filmografia

### Televisão
| Ano  | Programa      | Personagem  | Nota       |
| ---- | ------------- | ----------- | ---------- |
| 2008 | Malhação 2008 | Eles mesmos | 1 episódio |
| 2012 | Malhação 2012 | Eles mesmos | 1 episódio |